# Wanzwil
Wanzwil är en ort i kommunen Heimenhausen i kantonen Bern, Schweiz. 
Wanzwil var tidigare en självständig kommun, men den 1 januari 2009 inkoporerades kommunerna Wanzwil och Röthenbach bei Herzogenbuchsee i kommunen Heimenhausen.